# Robotzsaru (film, 2014)
A Robotzsaru (eredeti cím: RoboCop) 2014-ben bemutatott amerikai sci-fi/akciófilm José Padilha rendezésében. A főszereplő Joel Kinnaman. Ez a 4. Robotzsaru-mozifilm, de nem folytatása a robotzsaru-sorozatnak, hanem az 1987-es Robotzsaru remake-je.
Nagy-Britanniában 2014. február 7-én jelent meg, az Amerikai Egyesült Államokban február 12-én mutatták be.

## Cselekmény
Az OmniCorp szeretne robotokat bevetni a rendőrök helyett, de ez egyelőre nem lehetséges, mert a törvények ezt nem teszik lehetővé. Viszont emiatt sok pénztől esik el a vállalat, ezért szüntelenül azon dolgoznak, hogy megalkossák azt a robotot, amit majd a törvényhozók elfogadnak. Pont kapóra jön nekik Alex Murphy tragédiája, aki egy rendőrségi bevetés alkalmával súlyosan megsérült. Az ő testének a maradványaiból készítik el az első robotzsarut, és minden jól is alakul, Murphy tesztjei nagyon jól sikerülnek, ezért éles bevetésre is elindulhat. De Murphy régi emlékei a felszínre kerülnek, aminek a következtében elszabadul a pokol.

## Szereplők
| Színész                | Szerep                                                                   | Magyar hang       |
| ---------------------- | ------------------------------------------------------------------------ | ----------------- |
| Joel Kinnaman          | Alex Murphy: rendőrnyomozó, aki súlyosan megsérül és robottá alakítják   | Fehér Tibor       |
| Gary Oldman            | Dr. Dennett Norton: tudós, aki megépíti a robotzsarut                    | Epres Attila      |
| Michael Keaton         | Raymond Sellars: az OmniCorp vezérigazgatója, ahol a robotot előállítják | Gyabronka József  |
| Samuel L. Jackson      | Patrick "Pat" Novak: tévés személyiség                                   | Kőszegi Ákos      |
| Abbie Cornish          | Clara Murphy: Alex felesége                                              | Ruttkay Laura     |
| Jackie Earle Haley     | Rick Mattox: taktikus katona, aki a robotzsaru teszteléséért felelős     | Jakab Csaba       |
| Michael K. Williams    | Jack Lewis: Alex egykori társa                                           | Varga Rókus       |
| Jennifer Ehle          | Liz Kline: a jogi ügyek vezetője az OmniCorpnál                          | Antal Olga        |
| Jay Baruchel           | Tom Pope: az Omnicorp marketing vezetője                                 | Szatory Dávid     |
| Aimee Garcia           | Jae Kim: tudós, aki Dr. Dennett Nortonnal dolgozik                       | Csuha Borbála     |
| John Paul Ruttan       | David Murphy: Alex fia                                                   | Straub Martin     |
| Zach Grenier           | David Murphy: Dreyfuss szenátor, a robotok ellenzője                     | Cs. Németh Lajos  |
| Douglas Urbanski       | Durant polgármester: Detroit polgármestere                               |                   |
| Marianne Jean-Baptiste | Karen Dean: Detroit rendőrfőnöke                                         | Kocsis Mariann    |
| Patrick Garrow         | Antoine Vallon: gengszterfőnök                                           | Haás Vander Péter |